# 1984年夏季奥林匹克运动会斯里兰卡代表团
1984年夏季奥林匹克运动会斯里兰卡代表团是斯里兰卡派出的1984年夏季奥林匹克运动会代表团。

## 帆船
- Ranil Dias
- Lalin Jirasinha